# Trumpchi GS5
La Trumpchi GS5 è un crossover compatto prodotto dal Gruppo GAC e venduto con il marchio Trumpchi a partire dal 2011 in due generazioni.

## Prima generazione (2011-2017)
La prima generazione della Trumpchi GS5 è stata presentata nel 2011 in occasione del Guangzhou Auto Show, con le vendite che sono iniziate nell'aprile 2012. La Trumpchi GS5 si basa sulla stesa piattaforma della berlina Trumpchi GA5, a sua volta basata sulla Alfa Romeo 166.
La GS5 è spinta da un motore da 2.0 litri a quattro cilindri aspirati da 150 CV e 183 Nm, abbinato a un cambio manuale a 5 marce o in opzione a un cambio automatico a 5 marce. In seguito in gamma vennero aggiunti due motorizzazioni: una turbo da 1,8 litri e una da 2,4 litri.
Inoltre, alcune delle motorizzazioni sono state fornite da FCA.
In occasione del restyling del 2014, il nome è stato cambiato in Trumpchi GS5S (o Trumpchi GS5 Super) ed è stata introdotta una trasmissione automatica a doppia frizione con 7 rapporti.

### Richiamo
Circa un milione di GS5 e altre vetture sono state richiamate a causa di problemi riguardanti la pompa del carburante.

## Seconda generazione (2018-)
La seconda generazione della Trumpchi GS5 è stata presentata durante il Salone dell'Auto di Parigi del 2018.
La seconda generazione GS5 è dotata del sistema di infotainment "Trumpchi Cloud Concept 2.0" con sistema di navigazione integrata.
Ad alimentare la GS5 di seconda generazione c'è un'inedita motorizzazione turbocompressa a quattro cilindri da 1,5 litri che eroga una potenza massima di 169 CV (124 kW) a 5000 giri/min e 265 Nm di coppia a 4000 giri/min. Il cambio è un cambio automatico a sei rapporti.
La Trumpchi GS5 viene venduto anche sul mercato messicano come Dodge Journey. Questa versione è stata presentata il 27 settembre 2021.